# Sam Rechner
Sam Rechner, född 4 oktober 2002 i Sydney i New South Wales, är en australisk skådespelare. Han är mest känd för att spela rollen som Logan Hall i den Steven Spielberg-regisserade långfilmen The Fabelmans, som hade biopremiär i USA i november 2022. Han och hans familj är nära vänner med skådespelerskan Nicole Kidman.
Sam Rechner har utöver sin medverkan i The Fabelmans, även medverkat i rollen som Rowan Callaghan, i Netflix tonårsdrama Heartbreak High. I december 2024 stod det även klart att han kommer att medverka i den kommande skräckfilmen Scream 7.

## Filmografi (i urval)
- 2022 – The Fabelmans
- 2024 – Heartbreak High (TV-serie)
- 2026 – Scream 7